# Rhithrogena parva
Rhithrogena parva is een haft uit de familie Heptageniidae. De wetenschappelijke naam van de soort is voor het eerst geldig gepubliceerd in 1912 door Ulmer.
De soort komt voor in het Oriëntaals gebied.